# District van Servië

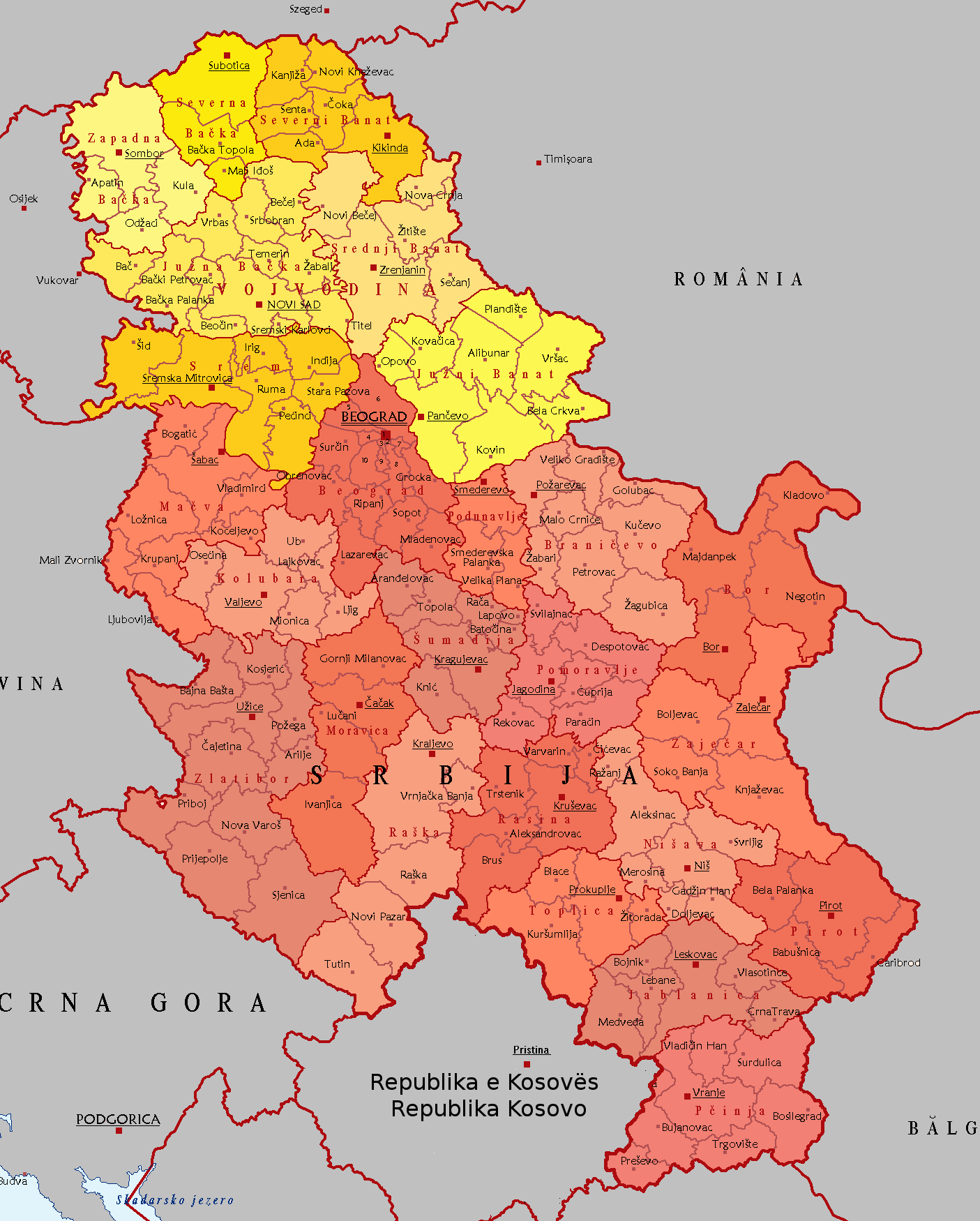
Kaart van Servië met districten en gemeenten

Een administratief district (Servisch: upravni okrug) is een bestuurlijke onderverdeling van de Republiek Servië. Deze bestuurlijke onderverdeling wordt bepaald door de Ordonnantie over de administratieve districten (Servisch:Uredba o upravnim okruzima) van 27 februari 2006.. Deze ordonnantie bepaalt dat Servië wordt onderverdeeld in 29 administratieve districten. Alle gemeenten en steden, buiten de stad Belgrado, worden ondergebracht binnen deze districten. Volgens deze ordonnantie zijn er 17 administratieve districten in Centraal-Servië, 7 in Vojvodina en 5 in Kosovo en Metohija. Hoewel Kosovo sinds juni 1999 met de aanvaarding van Veiligheidsraadresolutie 1244, onttrokken werd aan de macht van Servië, blijft het laatstgenoemde land Kosovo - ook in zijn wetgeving - beschouwen als een onlosmakelijk deel van zijn grondgebied.
Een administratief district wordt bestuurd door een prefect (načelnik) die benoemd wordt door de centrale overheid.

## Geschiedenis
De Servische overheid bepaalde op 29 januari 1992 met een ordonnantie/verordening (Uredba o načinu vršenja poslova ministarstava i posebnih organizacija van njihovog sedišta) dat de districten (Servisch: okrug) "regionale centra van het staatsgezag" zijn. Op 27 februari 2006 werd deze ordonnantie vervangen door de "Ordonnantie over de administratieve districten". Deze ordonnantie bepaalde dat de namen van alle districten werden veranderd van okrug (district) naar upravni okrug (administratief district).

## Districten

### Centraal-Servië

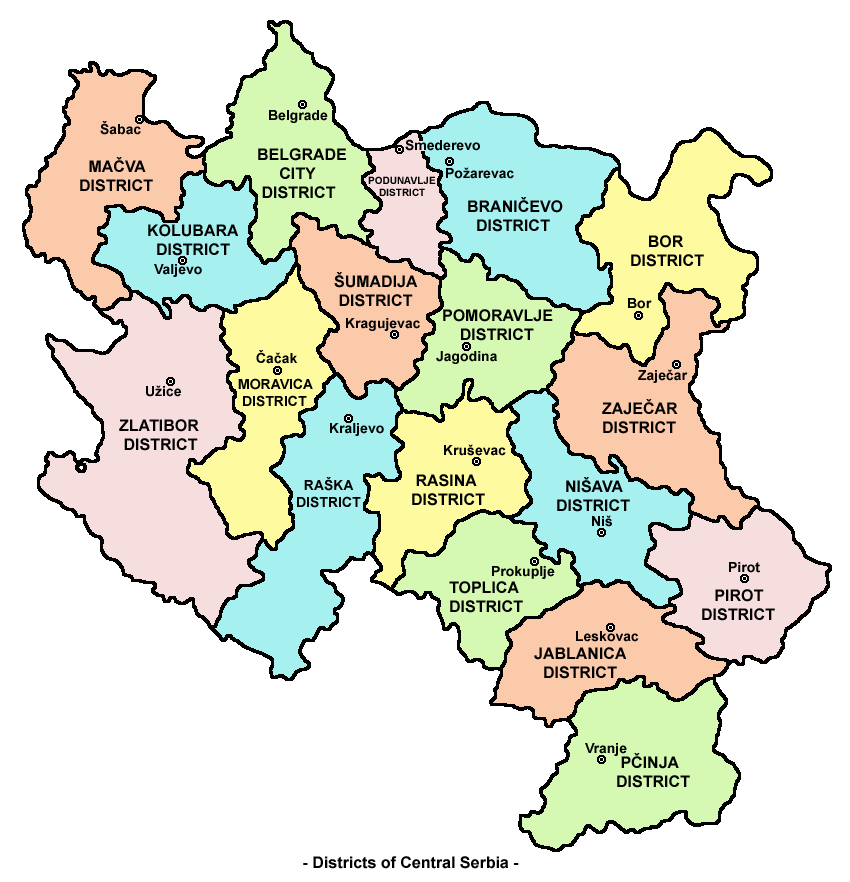
Districten in Centraal-Servië

Centraal-Servië bestaat uit de stad Belgrado en 17 administratieve districten :
| District                               | Hoofdstad  | Oppervlakte km² | Bevolking 2002 | Bevolking inw./ km² | Gemeenten | Nederzettingen |
| -------------------------------------- | ---------- | --------------- | -------------- | ------------------- | --- | -------------- |
| Bor ( Borski upravni okrug )           | Bor        | 3.507           | 146.551        | 41,8                | - Bor - Kladovo - Majdanpek - Negotin                                                                                          | 90             |
| Braničevo (Braničevski upravni okrug)  | Požarevac  | 3.865           | 200.503        | 51,9                | - Veliko Gradište - Požarevac - Golubac - Malo Crniće - Žabari - Petrovac na Mlavi - Kučevo - Žagubica                         |                |
| Jablanica (Jablanički upravni okrug)   | Leskovac   | 2.769           | 240.923        | 87,0                | - Leskovac - Bojnik - Lebane - Medveđa - Vlasotince - Crna Trava                                                               | 336            |
| Kolubara (Kolubarski upravni okrug)    | Valjevo    | 2.474           | 192.204        | 77,7                | - Osečina - Ub - Lajkovac - Valjevo - Mionica - Ljig                                                                           | 218            |
| Mačva ( Mačvanski upravni okrug)       | Šabac      | 3.268           | 329.625        | 100,9               | - Bogatić - Šabac - Loznica - Vladimirci - Koceljeva - Mali Zvornik - Krupanj - Ljubovija                                      | 228            |
| Moravica ( Moravički upravni okrug)    | Čačak      | 3.016           | 224.772        | 74,5                | - Gornji Milanovac - Čačak - Lučani - Ivanjica                                                                                 | 206            |
| Nišava ( Nišavski upravni okrug)       | Niš        | 2.729           | 381.757        | 139,9               | - Aleksinac - Svrljig - Merošina - Ražanj - Doljevac - Gadžin Han - Medijana - Niška Banja - Palilula - Pantelej - Crveni Krst | 285            |
| Pčinja ( Pčinjski upravni okrug)       | Vranje     | 3.520           | 227.690        | 64,7                | - Vladičin Han - Surdulica - Bosilegrad - Trgovište - Vranje - Bujanovac - Preševo                                             | 363            |
| Pirot ( Pirotski upravni okrug)        | Pirot      | 2.761           | 105.654        | 38,3                | - Bela Palanka - Pirot - Babušnica - Dimitrovgrad                                                                              | 214            |
| Podunavlje ( Podunavski upravni okrug) | Smederevo  | 1.248           | 210.290        | 168,5               | - Smederevo - Smederevska Palanka - Velika Plana                                                                               | 58             |
| Pomoravlje ( Pomoravski upravni okrug) | Jagodina   | 2.614           | 227.435        | 87,0                | - Jagodina - Ćuprija - Paraćin - Svilajnac - Despotovac - Rekovac                                                              | 191            |
| Rasina ( Rasinski upravni okrug)       | Kruševac   | 2.667           | 259.441        | 96                  | - Varvarin - Trstenik - Ćićevac - Kruševac - Aleksandrovac - Brus                                                              | 296            |
| Raška ( Raški upravni okrug)           | Kraljevo   | 3.918           | 291.230        | 74,3                | - Kraljevo - Vrnjačka Banja - Raška - Novi Pazar - Tutin                                                                       | 359            |
| Šumadija ( Šumadijski upravni okrug)   | Kragujevac | 2.387           | 298.778        | 125,2               | - Aranđelovac - Topola - Rača - Batočina - Knić - Lapovo - Aerodrom - Pivara - Stanovo - Stari Grad - Stragari                 | 174            |
| Toplica ( Toplički upravni okrug)      | Prokuplje  | 2.231           | 102.075        | 45,7                | - Prokuplje - Blace - Kuršumlija - Žitorađa                                                                                    | 267            |
| Zaječar ( Zaječarski upravni okrug)    | Zaječar    | 3.623           | 137.561        | 37,7                | - Boljevac - Knjaževac - Zaječar - Sokobanja                                                                                   | 173            |
| Zlatibor ( Zlatiborski upravni okrug)  | Užice      | 6.140           | 313.396        | 51,0                | - Bajina Bašta - Kosjerić - Užice - Požega - Čajetina - Arilje - Nova Varoš - Prijepolje - Sjenica - Priboj                    | 438            |

### Vojvodina

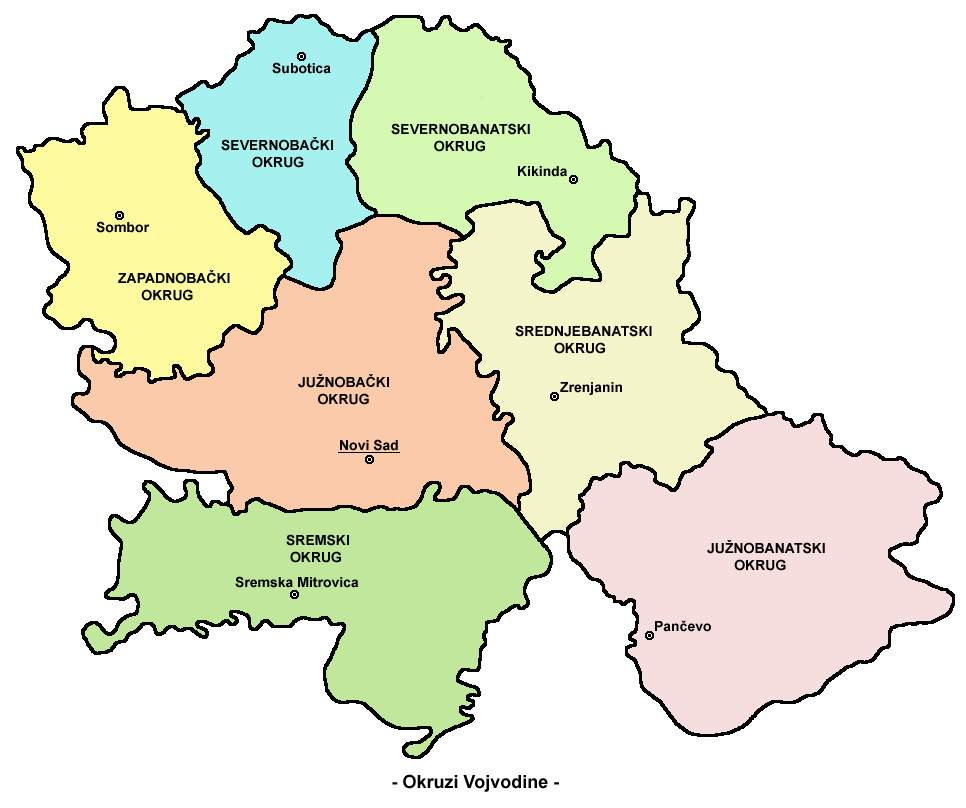
Districten in Vojvodina

Vojvodina bestaat uit 7 administratieve districten :
| District                                          | Hoofdstad         | Oppervlakte km² | Bevolking 2002 | Bevolking inw./ km² | Gemeenten | Nederzettingen |
| ------------------------------------------------- | ----------------- | --------------- | -------------- | ------------------- | --- | -------------- |
| Centraal-Banaat ( Srednjobanatski upravni okrug ) | Zrenjanin         | 3.256           | 208.456        | 64,0                | - Novi Bečej - Nova Crnja - Žitište - Sečanj - Zrenjanin                                                                                           | 55             |
| Noord-Bačka ( Severnobački upravni okrug)         | Subotica          | 1.784           | 200.140        | 112,2               | - Subotica - Bačka Topola - Mali Iđoš | 45             |
| Noord-Banaat ( Severnobanatski upravni okrug)     | Kikinda           | 2.329           | 165.881        | 71,2                | - Kanjiža - Senta - Ada - Čoka - Novi Kneževac - Kikinda                                                                                           | 50             |
| Zuid-Bačka ( Južnobački upravni okrug)            | Novi Sad          | 4.016           | 593.666        | 147,8               | - Srbobran - Bač - Bečej - Vrbas - Bačka Palanka - Bački Petrovac - Žabalj - Titel - Temerin - Beočin - Sremski Karlovci - Novi Sad - Petrovaradin | 77             |
| Zuid-Banaat ( Južnobanatski upravni okrug)        | Pančevo           | 4.245           | 313.937        | 73,6                | - Plandište - Opovo - Kovačica - Alibunar - Vršac - Bela Crkva - Pančevo - Kovin                                                                   | 94             |
| Srem ( Sremski upravni okrug)                     | Sremska Mitrovica | 3.486           | 335.901        | 96,4                | - Šid - Inđija - Sremska Mitrovica - Irig - Ruma - Stara Pazova - Pećinci                                                                          | 109            |
| West-Bačka (Zapadnobački upravni okrug)           | Sombor            | 2.420           | 214.011        | 88,4                | - Sombor - Apatin - Odžaci - Kula | 37             |

### Kosovo en Metohija

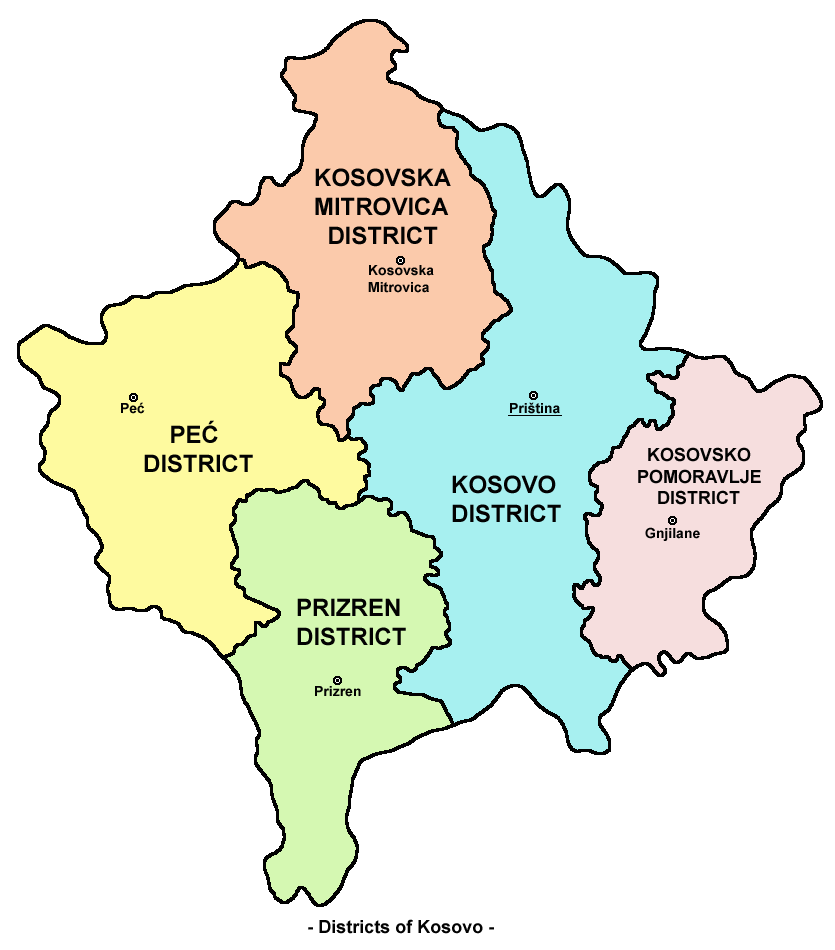
Districten in Kosovo en Metohia

Hoewel Kosovo sinds juni 1999 met de aanvaarding van Veiligheidsraadresolutie 1244, onttrokken werd aan de macht van Servië en hoewel Kosovo op 17 februari 2008 eenzijdig zijn onafhankelijkheid heeft uitgeroepen en dus een de facto onafhankelijke staat is, blijft Servië Kosovo - ook in zijn wetgeving - beschouwen als een onlosmakelijk deel van haar grondgebied.
Volgens de Ordonnantie over de administratieve districten zijn er 5 administratieve districten in Kosovo :
| District                                                | Hoofdstad          | Bevolking 2002 | Gemeenten                                                                                                  |
| ------------------------------------------------------- | ------------------ | -------------- | --- |
| Kosovo ( Kosovski upravni okrug)                        | Priština           | 672.292        | - Priština - Glogovac - Kosovo Polje - Lipljan - Obilić - Podujevo - Uroševac - Štimlje - Kačanik - Štrpce |
| Kosovo-Pomoravlje ( Kosovsko-pomoravski upravni okrug)  | Gnjilane           | 217.726        | - Kosovska Kamenica - Novo Brdo - Gnjilane - Vitina                                                        |
| Kosovska Mitrovica ( Kosovsko-mitrovački upravni okrug) | Kosovska Mitrovica | 275.904        | - Kosovska Mitrovica - Leposavić - Srbica - Vučitrn - Zubin Potok - Zvečan                                 |
| Peć ( Pećki upravni okrug)                              | Peć                | 414.187        | - Peć - Istok - Klina - Đakovica - Dečani                                                                  |
| Prizren ( Prizrenski upravni okrug)                     | Prizren            | 376.085        | - Orahovac - Suva Reka - Prizren - Gora                                                                    |